# Wejherowo
Wejherowo (casubio: Wejrowò; alemán: Neustadt in Westpreußen) es una ciudad de Polonia localizada en la parte norte del país. Wejherowo es la capital del condado de Wejherowo, dentro del voivodato de Pomerania, y en ella habitan 50 000 habitantes (2016).
- Datos: Q672949
- Multimedia: Wejherowo / Q672949